# Dietanolamina
La Dietanolamina es un compuesto químico orgánico que se utiliza en disolventes, emulsionantes y aplicaciones detergentes. Abreviado a menudo como la DEA, es tanto una amina secundaria como un dialcohol. Un dialcohol tiene dos grupos hidroxilo funcionales en su molécula. Al igual que otras aminas, la dietanolamina actúa como una base débil.

DEA y sus variantes químicos son ingredientes comunes en cosméticos y champús, que se utilizan para crear una textura cremosa y a la vez espumante. Las variantes incluyen dietanolamina cocamida o dietanolamina de aceite de coco, dietanolamida de laurilo, entre otros.

En la industria petrolera, tanto la DEA como su homólogo la metiletanolamina, son utilizadas como extractor de dióxido de carbono y de sulfuro de hidrógeno, en torres de absorción.

## Obtención
La dietanolamina es obtenida mediante la reacción del óxido de etileno con amoníaco, bajo condiciones de alta temperatura y presión

## Usos
Los usos de la DEA son variados, entre los cuales están:
- Como disolvente
- Como un intermedio para la fabricación de materias primas para detergentes, aditivos de cemento, pesticidas y aceites de perforación y corte (refrigerantes)[3]
- Como un catalizador en la producción de poliuretanos[3]
- Como un aditivo para cemento
- Como un absorbente para el sulfuro de hidrógeno (H2S) y dióxido de carbono (CO2) en los procesos químicos (lavado amina)
- En productos farmacéuticos o de productos para el hogar, como humectante
- En cosméticos, como estabilizador de pH.[4][5][6] Por sus propiedades emulgentes y espesantes, se utiliza como gelificante en geles para higiene personal y champús.

## Precaución
La DEA es estable bajo condiciones normales de operación y almacenamiento. Su combustión puede producir monóxido de carbono, dióxido de carbono y óxido del nitrógeno. Es incompatible con agentes oxidantes, ácidos fuertes, agentes nitrogenados y compuestos halogenados. Se descompone con la luz y en contacto con el aire se genera una oxidación lenta, por lo cual se recomienda no estar expuesto ni al aire, ni a la luz solar, ni a temperaturas superiores de 138 °C.
En caso de ingestión, enjuagar la boca y someter a atención médica; inhalación aire limpio, reposo, respiración artificial y atención médica, piel quitar las ropas contaminadas, aclarar la piel con agua abundante o ducharse y solicitar atención médica, ojos enjuagar con agua abundante durante varios minutos, consultar a un médico